# Gerd Krusche

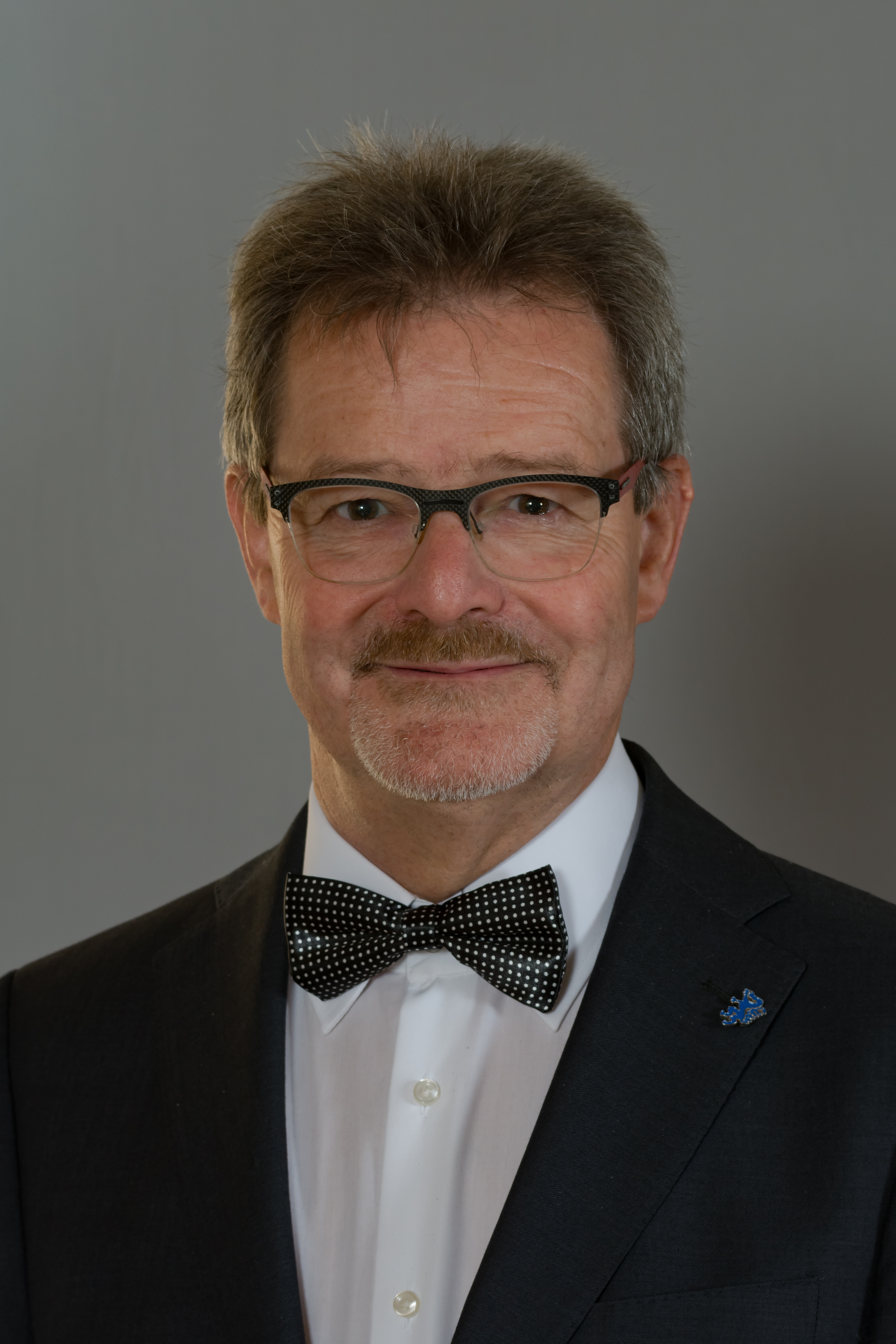
Gerd Krusche (2016)

Gerd Edgar Krusche (* 5. Mai 1955 in Innsbruck) ist ein österreichischer Politiker (FPÖ) und technischer Angestellter. Er war von 2010 bis 2019 vom Landtag Steiermark entsandtes Mitglied des österreichischen Bundesrates.

## Ausbildung und Beruf
Krusche besuchte zwischen 1961 und 1965 die Volksschule in Innsbruck und absolvierte danach ab 1965 ein Realgymnasium in Innsbruck. Er schloss den Besuch des Gymnasiums 1973 mit der Matura ab und leistete danach zwischen 1973 und 1974 den Präsenzdienst ab. 1974 studierte Krusche Montanistik an der Montanuniversität Leoben.
Nachdem er zwischen 1975 und 1983 Berufspraxis bei diversen Ferialpraktika im Bergwesen gesammelt hatte, war er zwischen 1983 und 1987 als Selbständiger im Bereich geotechnischer Messungen tätig. Er trat 1987 in den Dienst der Firma Geodata in Leoben und ist derzeit Bereichsleiter Qualitätsmanagement und Marketing sowie Direktoriumsmitglied von Geodata Andina in Santiago de Chile.

## Politik und Funktionen
Krusche war während seiner Studienzeit Vorsitzender der Liste Leobner Studenten (LLSt) und des Hauptausschusses der Österreichischen Hochschülerschaft an der Montanuniversität Leoben. Er wurde 1995 zum Gemeinderat in der Stadtgemeinde Leoben gewählt und übernahm noch im selben Jahr die Funktion des FPÖ-Klubobmanns im FPÖ-Gemeinderatsklub. Von 2010 bis 2015  war er Vorsitzender des Prüfungsausschusses der Stadt Leoben. Nach der Gemeinderatswahl 2015 wurde er zum 2. Vizebürgermeister von Leoben gewählt, legte dieses Amt aber nach seiner Wiederwahl als Mitglied des Bundesrates im Sommer desselben Jahres zurück. Im Laufe seiner politischen Tätigkeit hatte er zahlreiche politische Funktionen, z. B. Stadt- und Bezirksparteiobmann der FPÖ Leoben. Derzeit ist er Mitglied im Landesparteivorstand und in der Bundesparteileitung.
Krusche wurde am 21. Oktober 2010 als Vertreter der Steiermark Mitglied im österreichischen Bundesrat. Ab 2015 war er Vorsitzender des Gesundheitsausschusses sowie Mitglied in sieben weiteren Ausschüssen. Darüber hinaus ist Krusche auch stellvertretender Vorsitzender des Regionalmanagements Obersteiermark Ost und Mitglied des Hauptausschusses des Steirischen Städtebundes. Nach der Landtagswahl 2019 schied er mit 16. Dezember 2019 aus dem Bundesrat aus.

## Privates
Krusche ist verheiratet und Vater von drei Kindern und Großvater von Drillingen. Er lebt in Leoben.

## Auszeichnungen
- 2022: Großes Ehrenzeichen des Landes Steiermark[1]